# Larry Kert
Larry Kert, pseudonimo di Frederick Lawrence Kert (Los Angeles, 5 dicembre 1930 – New York, 5 giugno 1991), è stato un attore, cantante e ballerino statunitense, noto soprattutto come interprete di musical.

## Biografia
Nato a Los Angeles ultimo di quattro figli, debuttò a Broadway nel 1950, nella rivista  Tickets, Please!, che rimase in cartellone per sette mesi. Al termine delle repliche apparve sporadicamente nell'Off Broadway e in alcuni balletti prima di ottenere il successo per la sua performance nel ruolo di Tony nella produzione originale del musical West Side Story, debuttato a Broadway nel 1957. Kert rimase nella produzione per tutte le oltre settecento repliche del musical, che chiuse nel giugno 1959, prima di ritornare in scena per altre duecento repliche nel 1960: Kert tornò a recitare anche in questo breve revival, così come Carol Lawrence, l'originale Maria del 1957. Al successo di West Side Story seguì un periodo di attività altalenante, che lo vide interprete dei tiepidamente accolti A Family Affair (1962) e I Can Get It For You Wholesale (1962), e del clamoroso flop Colazione da Tiffany (1966), che chiuse i battenti ancora prima del debutto ufficiale a Broadway. Nel 1968 si unì al cast del musical Cabaret, nel suo terzo anno di repliche, nel ruolo di Cliff, l'interesse amoroso della protagonista Sally. Nel 1969 fu la volta di un alto colossale fiasco, un adattamento musicale di La strada ad opera di Lionel Bart, che fu cancellato dal cartellone dopo una sola repliche a Broadway; interpretava il Matto accanto alla Gelsomina di Bernadette Peters.
Nel 1970 entrò nel cast della prima produzione del musical Company, con musiche e versi di Stephen Sondheim (librettista di West Side Story), come sostituto del protagonista Dean Jones; Jones lasciò lo spettacolo pochi giorno dopo la prima per motivi personali, e Kern lo sostituì permanentemente nel ruolo principale di Robert; i critici furono nuovamente invitati per recensire la nuova star e Kern fu candidato anche al Tony Award al miglior attore protagonista in un musical, un onore solitamente riservato agli attori che inaugurano una produzione. Nel 1972 interpretò nuovamente Robert, nella prima londinese del musical. Company fu l'ultimo successo di Kern a Broadway: nel 1975 recitò in A Musical Jubilee che chiuse dopo sole 92 repliche, mentre nel 1986 apparve nel musical Rags, che rimase in cartellone per solo due date. Nel 1988 recitò a Broadway per l'ultima volta a Broadway, nel musicalLegs Diamond, come sostituto per la star Peter Allen. Ebbe più fortunata in produzioni regionali nel New Jersey e nel Missouri, dove recitò in ruoli da protagonista nei musical Anything Goes (1982), Funny Girl (1984) e Guys and Dolls (1984).

### Vita privata
Dichiaratamente omosessuale, Kert morì nel 1991 di complicazioni legate all'AIDS nel suo appartamento di Manhattan, che condivideva con il compagno Ron Pullen.

## Filmografia parziale

### Cinema
- Gli uomini preferiscono le bionde (Gentlemen Prefer Blondes), regia di Howard Hawks (1953)
- New York, New York, regia di Martin Scorsese (1977)

### Televisione
- Scacco matto (Checkmate) – serie TV, episodio 1x16 (1961)
- Alfred Hitchcock presenta (Alfred Hitchcock Presents) - serie TV, 1 episodio (1962)
- Combat! - serie TV, 1 episodio (1966)
- Hawaii Squadra Cinque Zero (Hawaii Five-O) - serie TV, 1 episodio (1973)
- Kojak - serie TV, 1 episodio (1973)
- Love, American Style - serie TV, 1 episodio (1974)
- Il ricco e il povero (Rich Man, Poor Man) - serie TV, 2 episodi (1976)